# Road Trippin'
Road Trippin' är en låt av det amerikanska rockbandet Red Hot Chili Peppers och var den femte singeln från albumet Californication. Låten är ackustisk och innehåller inga trummor, vilket trummisen Chad Smith själv beslutade om. Medverkande på låten är också Patrick Warren som spelar chamberlin. Låten har endast framförts live fyra gånger under åren 2000 och 2004 vid välgörenhetsspelningar för organisationen Bridge School. Låten är producerad av Rick Rubin. Singeln certifierade guld.

## Text
Texten är inspirerad av en roadtrip (där av namnet) bandmedlemmarna Anthony Kiedis, Flea och John Frusciante gjorde tillsammans efter att Frusciante återvänt till bandet efter några års frånvaro. Textraden "Blue you sit so pretty west of the one" anses av många vara en referens till Stilla havet som ligger väster som California State Route 1, en väg de sannolikt reste på under resan.

## Musikvideo
Musikvideon är förhållandevis nära texten och visar medlemmarna Flea, Kiedis och Frusciante i ett strandhus spelandes låten. Smith medverkar också kort i videon då han ror en båt. Videon regisserades av Jonathan Dayton och Valerie Faris och då Road Trippin' inte var en singel i USA blev musikvideon känd för amerikansk publik först när albumet Greatest Hits släpptes där musikvideon inkluderdes.